# Frère Denise
Frère Denise è un fabliau scritto da Rutebeuf intorno al XIII secolo.

## Trama
Una bella e giovane ragazza in età da marito continua a rifiutare tutti i suoi pretendenti poiché vorrebbe farsi suora e consacrare la sua vita a Dio. Tuttavia, la sua famiglia vorrebbe vederla maritata e dunque le proibisce di diventare una suora. Ad ogni modo, un giorno ella incontrò un frate francescano conventuale che le propose di entrare nel suo ordine fingendosi un uomo e scappando con lui da casa, affermando che solo così potrà salvare la sua anima. Il frate, tuttavia, non ha come obbiettivo quello di salvare l'anima della giovane, bensì soltanto quello di giacere a letto con lei.
La ragazza, che si fidò quasi immediatamente del frate, decise di seguire il suo consiglio. Dopo che scappò da casa  e si tagliò i capelli, si travestì da uomo e si recò al vicino convento dei frati minori conventuali. Il chierico che la persuase a compiere questo folle gesto riuscì a farla accettare fra i suoi confratelli, facendola chiamare "Fratello Denise". Sempre con l'inganno, il corrotto frate poté giacere con la ragazza, che diventò l'amante all'insaputa di tutti gli altri monaci.
All'epoca, i frati erano soliti viaggiare sempre in coppia quando venivano spediti in un villaggio a predicare o a confessare e il bacato frate peregrinava sempre e soltanto con la sua amante. Un giorno i due furono invitati a casa di un nobile locale al fine di confessare lui e la sua famiglia. Tuttavia, la moglie del signorotto, capendo che c'era qualcosa fuori posto in fratello Denise, condusse in disparte la giovane e la costrinse a confessare tutto ciò che era avvenuto.
A questo punto, la nobile donna condusse il corrotto frate davanti a tutta la sua famiglia, raccontando la confessione della fanciulla e accusandolo di essere un ipocrita e un pervertito. Dopo che il chierico fu umiliato per bene dalla moglie del signorotto, quest'ultimo decise di risparmiare il corrotto uomo di chiesa a due condizioni. Il frate avrebbe dovuto infatti pagare una notevole somma di denaro alla ragazza da lui ingannata e avrebbe dovuto permetterle di sposarsi. Non avendo altra scelta, il chierico pagò tutto il denaro necessario e abbondonò a malincuore la sua amante. A questo punto, la moglie del signorotto fece convocare un ricco cavaliere, il quale chiese la mano della ragazza, ora con una cospicua dote e senza più il desiderio di farsi suora, e la sposò facendola diventare "Donna Denise".

## Analisi
Come molti favolelli, Frère Denise contiene al suo interno una morale ben definita. Non a caso, proprio all'inizio del fabliau si può trovare l'espressione: “Tout est pas ors c’on voir gleir ”, che corrisponde pressappoco al proverbio italiano “Non è tutto oro quel che luccica”. In questo caso, "l'oro" sarebbe la moralità degli uomini di chiesa, che talvolta è solo di facciata.
Inoltre, Frère Denise presenta diversi personaggi tipici dei racconti comici francesi di quel tempo, infatti fra i protagonisti troviamo: la giovane ragazza ingenua, il monaco corrotto e la donna astuta, che infatti scoglie l'intero intreccio. Per di più, la stessa trama riprende diversi temi tipici di questo genere: l'inganno, una donna che si traveste da uomo, una ragazza condotta segretamente in un monastero e altri. Questi sono temi che verranno cent'anni dopo ripresi dal Boccaccio nella scrittura del suo Decameron.
Un elemento che può sorprendere il lettore, soprattutto contemporaneo, è che il nome Denise, all'epoca, era epiceno. Non a caso, la giovane ragazza viene chiamata sia "Fratello Denise" sia "Donna Denise".

## La critica ai frati minori
Frère Denise esprime una fortissima critica all'ordine dei frati minori conventuali. Infatti, quest'ordine religioso, fondato all'inizio del XIII secolo dallo stesso San Francesco d'Assisi, è stato spesso oggetto di forti critiche in tutta la letteratura medievale, rimproverato di aver perso col tempo l'ideale di purezza e povertà che caratterizzava invece le sue origini.
Non a caso, in questo favolello la moglie del signorotto, quando umilia il frate, pronuncia frasi come: “Queste persone sono la disgrazia del nostro secolo, fuori sembrano oneste ma dentro sono completamente marce", oppure, riferendosi allo stesso chierico: "San Francesco per caso condusse una vita simile?".